# Bowling a Columbine
Bowling a Columbine (Bowling for Columbine) è un film documentario del 2002 diretto da Michael Moore, vincitore del premio Oscar 2003 come miglior documentario.
Presentato in concorso al Festival di Cannes, ha ricevuto il Premio del 55º anniversario.

## Trama
Il film è dedicato al tema dell'uso delle armi negli Stati Uniti, facendo riferimento alle stragi nelle scuole americane, in particolare al massacro della Columbine High School, avvenuto nell'aprile 1999 a Littleton, nel Colorado, nella quale due ragazzi armati di fucile entrarono nella loro scuola e uccisero 12 studenti e un insegnante per poi suicidarsi.
La realizzazione del documentario ha portato l'autore in giro per gli Stati Uniti, fino all'intervista finale all'ex-attore Charlton Heston, presidente della National Rifle Association of America (Associazione Nazionale Fucili). Spostatosi in Canada per approfondire il tema dell'uso delle armi, Moore capisce che non è l'arma che crea il crimine, ma la paura del crimine stesso.

## Riconoscimenti
- 2003 - Premio Oscar
  - Miglior documentario a Michael Moore e Michael Donovan
- 2002 - Festival di Cannes
  - Premio speciale del 55º anniversario a Michael Moore
  - Nomination Palma d'oro a Michael Moore
- 2003 - Broadcast Film Critics Association Award
  - Miglior documentario
- 2003 - Chicago Film Critics Association Award
  - Miglior documentario
- 2002 - National Board of Review Award
  - Miglior documentario
- 2003 - Independent Spirit Award
  - Miglior documentario
- 2003 - Kansas City Film Critics Circle Award
  - Miglior documentario
- 2003 - Premio César
  - Miglior film straniero a Michael Moore
- 2003 - Satellite Award
  - Nomination Miglior documentario